# Lee Marvin vs. Derek Jeter
"Lee Marvin vs Derek Jeter" é o 17.° episódio da quarta temporada da série de televisão norte-americana de comédia de situação 30 Rock, e o 75.° da série em geral. Teve o seu enredo co-escrito por Kay Cannon, co-produtora da temporada, e Tina Fey, criadora do seriado, marcando assim a quarta colaboração entre ambas. A direcção artística ficou a cargo de Don Scardino, produtor da série. A sua transmissão original norte-americana ocorreu através da rede de televisão National Broadcasting Company (NBC) na noite de 22 de Abril de 2010, dando encerramento a um hiato de um mês iniciado pela emissora. Por entre as estrelas convidadas para o episódio estão inclusas Elizabeth Banks, Will Ferrell, Julianne Moore, e Steve Hely, que é também argumentista e produtor de 30 Rock.
No episódio, Liz Lemon (interpretada por Fey) tenta esforçar-se um pouco mais para encontrar um novo namorado, começando a frequentar eventos destinados para solteiros no YMCA próximo ao seu apartamento, acompanhada da sua amiga Jenna Maroney (Jane Krakowski) que acaba por fazer avanços em um dos pretendentes masculinos. Entretanto, Jack Donaghy (Alec Baldwin) sente-se forçado a escolher entre Nancy Donovan (Moore), sua namorada dos tempos do ensino secundário, e Avery Jessup (Banks), apresentadora do programa de televisão Hot Box da CNBC. Não obstante, um comentário racista dirigido a James "Toofer" Spurlock (Keith Powell) dá início a um debate amplo sobre a acção afirmativa no escritório do TGS with Tracy Jordan (TGS), fazendo com que o argumentista se despeça, deixando o seu futuro no programa incerto.
Em geral, embora não universalmente, "Lee Marvin vs Derek Jeter" foi recebido com opiniões positivas pelos críticos especialistas em televisão do horário nobre, com vários elogios sendo atribuídos ao segmento de dez segundos de Ferrell, descrito por um analista como "inesquecível"; todavia, o enredo envolvendo a indecisão de Jack perante a sua situação amorosa foi recebido com opiniões mistas e criticado por ser um "clichê". De acordo com os dados publicados pelo serviço de mediação Nielsen Ratings, o episódio foi assistido por quatro milhões e 216 mil famílias durante a sua transmissão original e recebeu a classificação de 1,9 e seis de share entre os telespectadores do perfil demográfico dos dezoito aos 49 anos de idade.
Pelo seu trabalho no argumento, Cannon e Fey receberam uma nomeação conjunta na 62.ª cerimónia anual dos prémios Primetime Emmy na categoria "Melhor Escrita de Argumento para Série de Comédia", rendendo a 30 Rock a sua décima nomeação nesta categoria. Além disso, o episódio foi considerado um dos melhores da série por diversos periódicos.

### Análises da crítica

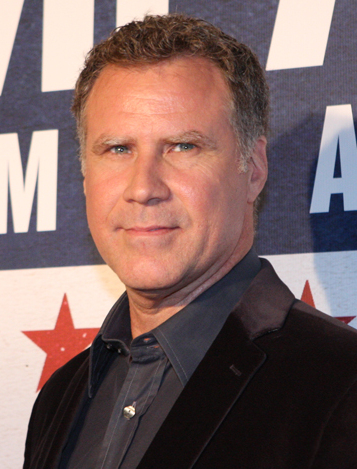
A breve participação de dez segundos de Will Ferrell foi bem recebida pela crítica, com um analista de televisão descrevendo-a como "inesquecível".

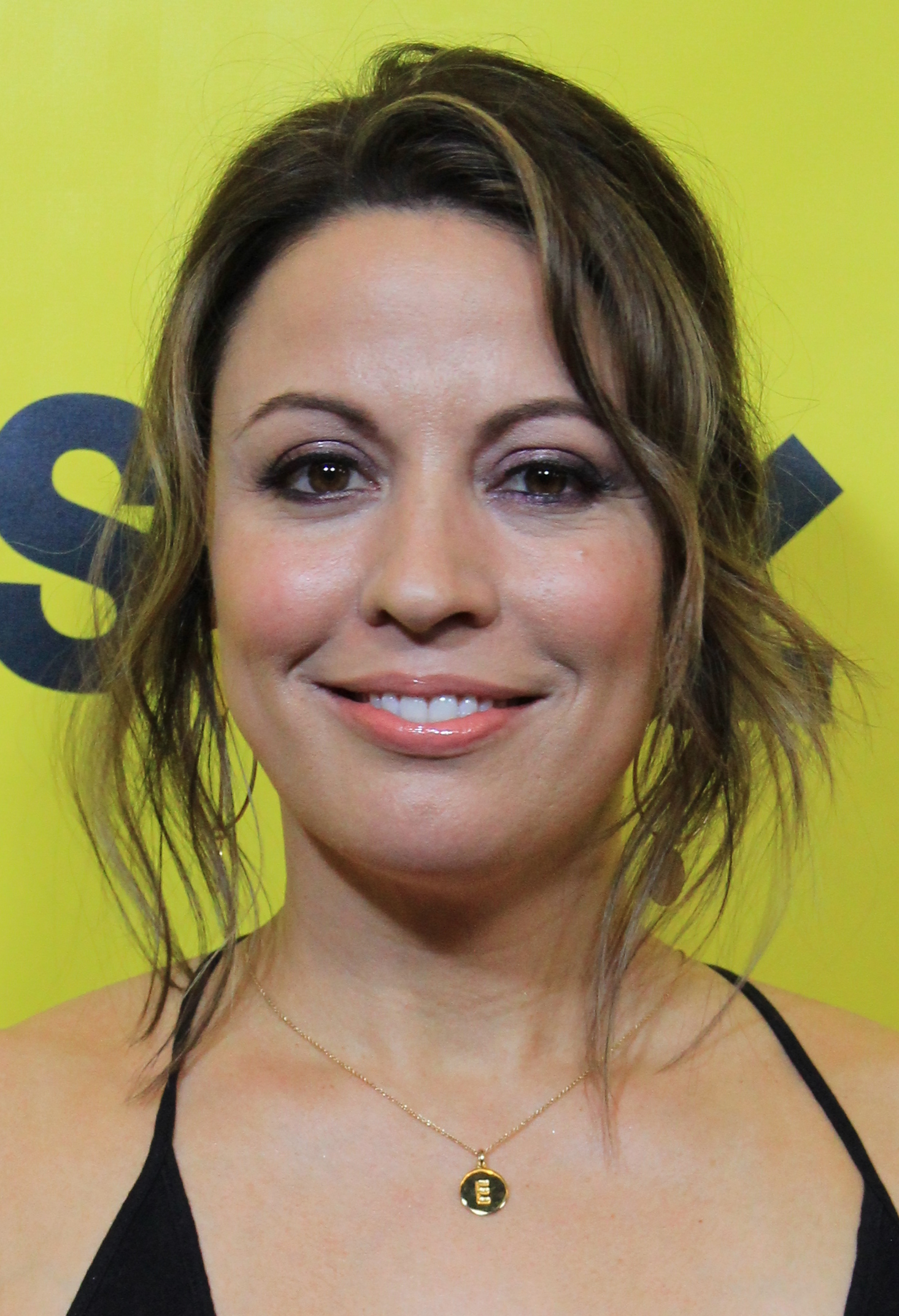
Kay Cannon (imagem) e Tina Fey receberam uma nomeação para "Melhor Escrita de Argumento para Série de Comédia" nos prémios Primetime Emmy pelo seu trabalho no guião de "Lee Marvin vs Derek Jeter".

## Produção e desenvolvimento
"Lee Marvin vs Derek Jeter" é o 17.° episódio da quarta temporada de 30 Rock. Teve o seu enredo escrito por Kay Cannon, co-produtora da temporada, e Tina Fey — criadora, produtora executiva, argumentista-chefe e actriz principal do seriado — marcando assim a quarta colaboração entre ambas, tendo anteriormente trabalhado no argumento dos episódios "Black Tie", "Somebody to Love" e "Christmas Special". A realização ficou a cargo de Don Scardino, produtor da série. Algumas das filmagens para "Lee Marvin vs Derek Jeter" ocorreram a 8 de Fevereiro de 2010. Embora não creditado, um trecho do tema de abertura da série de televisão Wonder Woman, com letras escritas por Norman Gimbel e música criada por Charles Fox, foi interpretado por Liz Lemon.

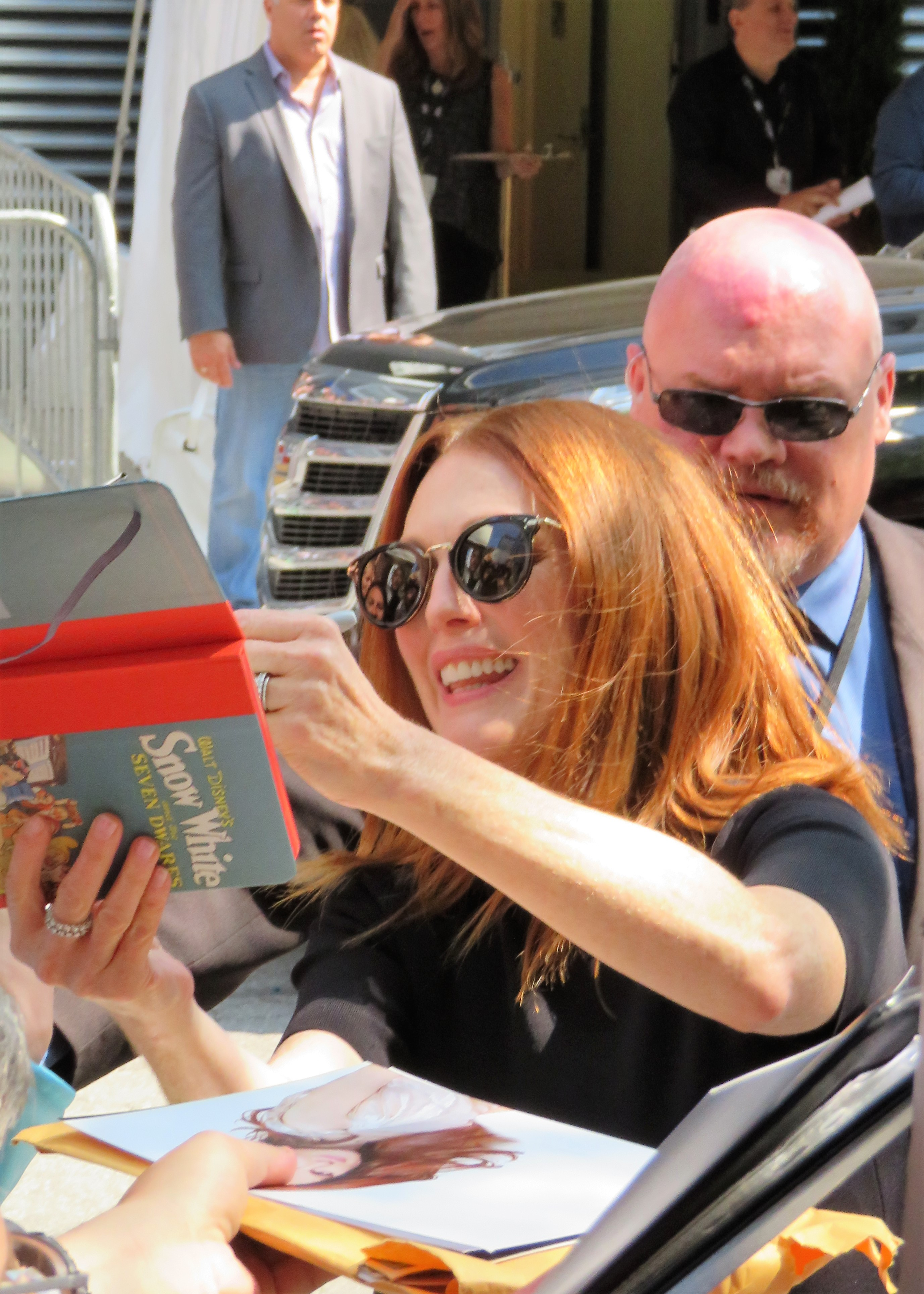
A actriz Julianne Moore fez a sua terceira participação em 30 Rock neste episódio como a personagem Nancy Donovan.

Em Novembro de 2009 foi anunciado que a actriz Julianne Moore estava para fazer uma participação em 30 Rock como um novo interesse amoroso para a personagem de Alec Baldwin, Jack Donaghy. Ela fez a sua estreia como a personagem Nancy Donovan no episódio "Secret Santa", transmitido na noite de 10 de Dezembro de 2009, tendo mais tarde estrelado também em "Winter Madness". Em entrevista à USA Today em Outubro anterior, Fey disse que Jack iria encontrar amor mais duradouro na temporada: "à medida em que nos movemos para a segunda metade da temporada, gostaríamos que [Jack] se envolvesse em um relacionamento adulto real com algumas dificuldades." Em Dezembro seguinte, foi confirmado que a actriz Elizabeth Banks também faria uma participação no seriado, tendo feito a sua estreia em "Anna Howard Shaw Day", transmitido na noite de 11 de Fevereiro de 2010, como a personagem Avery Jessup, uma apresentadora do programa de televisão Hot Box, transmitido pela CNBC. Banks, uma fã da série, revelou em entrevista à revista electrónica Entertainment Weekly que abordou a equipa de 30 Rock sobre fazer uma participação: "eu definitivamente iria participar, tipo, 'Eu adoraria estar no seu seriado'. E eles permitiram isso. Eles fizeram isso acontecer! Eu sou uma grande fã, então isso é um sonho tornado realidade." Ela também revelou que não tinha a intenção de se tornar numa personagem regular da série, explicando que tem sido "muito divertido" fazer filmes e se comprometer com um programa de televisão em tempo integral. A actriz viria mais tarde a estrelar também no episódio "Future Husband". Steve Hely, argumentista e produtor de 30 Rock, fez uma breve participação neste episódio como Jerem, um homem que ignora Jenna (Krakowski).
O actor e comediante Will Ferrell, ex-membro do elenco do programa de televisão humorístico Saturday Night Live (SNL), fez uma breve participação em "Lee Marvin vs Derek Jeter" em uma cena na qual Pete Hornberger (Scott Adsit) revela a Liz que a única razão do The Girlie Show, antes de ser renomeado para TGS with Tracy Jordan (TGS), ter recebido luz verde pela NBC foi porque grupos feministas fizeram diversas críticas à rede de televisão após a transmissão do drama de acção Bitch Hunter. Em uma das sequências, Ferell, caracterizado como a personagem Shane Hunter, é visto com uma arma a entrar em uma casa de banho feminina a gritar "Feliz aniversário, cadelas!". Na sequência de créditos finais de Bitch Hunter, Jack Burditt, argumentista de 30 Rock, e Ben Silverman, antigo co-presidente da secção de entretenimento da NBC e da Universal Media Studios, são creditados como produtores executivos. Ferrell voltaria a participar do seriado no episódio "The Moms", transmitido na noite de 6 de Maio. Vários outros membros do elenco do SNL já fizeram uma aparição em 30 Rock, incluindo Rachel Dratch, Jason Sudeikis, Chris Parnell, Andy Samberg, Fred Armisen, Kristen Wiig, Will Forte, Molly Shannon, Horatio Sanz, e Jan Hooks. Ambos Fey e Tracy Morgan fizeram parte do elenco principal do SNL, tendo Fey sido a argumentista-chefe do programa entre 1999 e 2006, período no qual conheceu Beth McCarthy-Miller, a quem convidou para ser realizadora em 30 Rock. O actor Alec Baldwin também apresentou o Saturday Night Live por dezassete vezes, o maior número de episódios por qualquer apresentador da série.

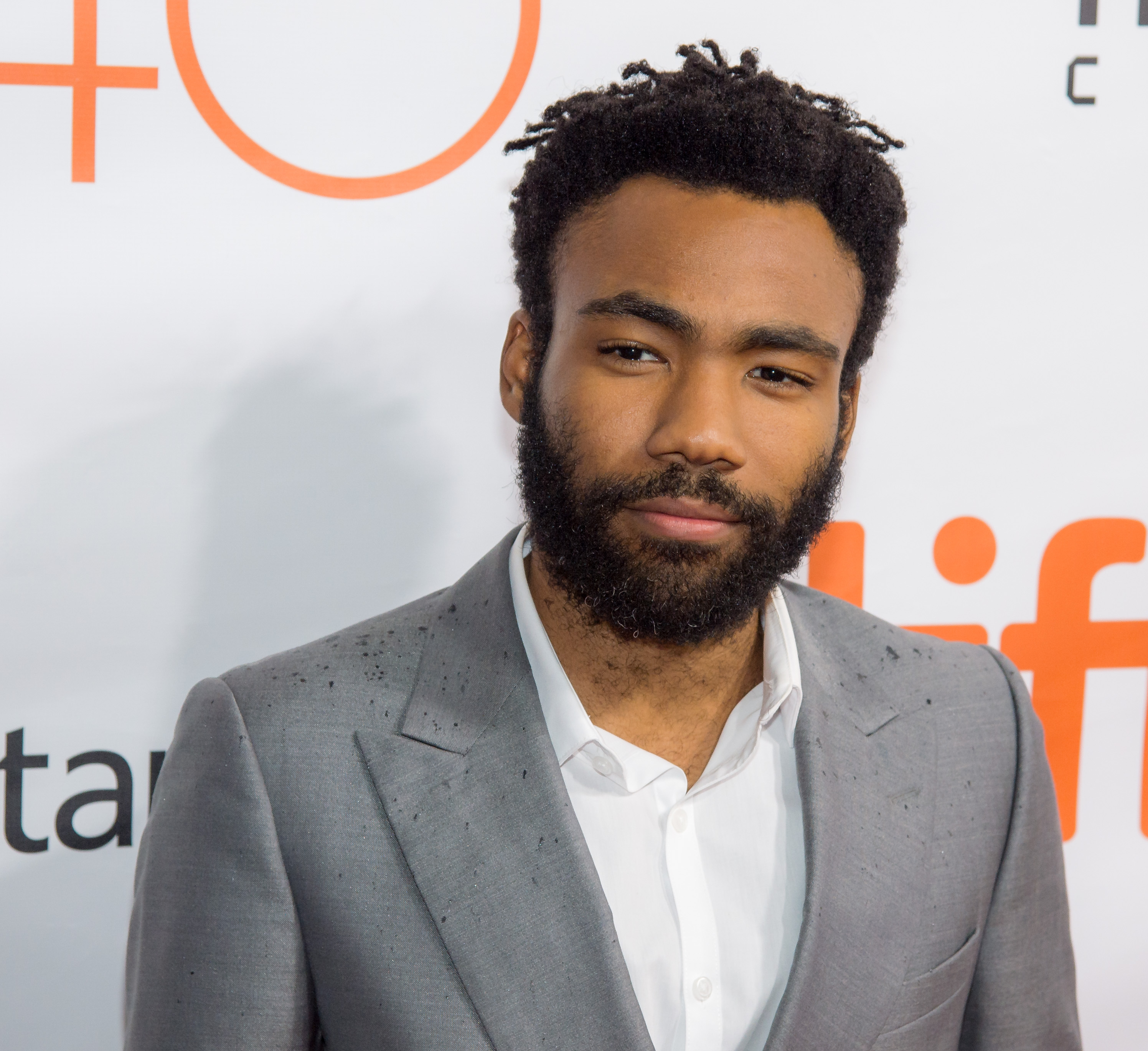
O enredo sobre a contratação de James "Toofer" Spurlock foi baseado em eventos reais por detrás da contratação de Donald Glover (imagem), que iniciou como argumentista e a fazer pequenas participações em 30 Rock.

O actor e comediante Judah Friedlander, que interpreta a personagem Frank Rossitano em 30 Rock, é conhecido pelos seus bonés de camioneiro de marca registada que ele usa dentro e fora da personagem Frank. Os chapéus, normalmente, apresentam pequenas palavras ou frases estampadas neles. Friedlander afirmou que ele próprio é quem faz os chapéus. Revelou também que "alguns deles são piadas interiores, e alguns são simplesmente piadas". A ideia veio do persona de Friedlander nas suas apresentações de comédia stand-up, nas quais os chapéus estão todos impressos com a escrita "campeão mundial" em diferentes línguas e diferentes aparências. Neste episódio, Frank usa bonés que leem "Wrestling de Carros de Demolição" e "Primeiro a Última Tentativa".
O enredo envolvendo a descoberta que a personagem James "Toofer" Spurlock foi apenas contratada como argumentista devido à iniciativa de diversidade da NBC foi baseada em eventos reais por detrás da contratação de Donald Glover, que iniciou como argumentista e a fazer pequenas participações em 30 Rock. Keith Powell, intérprete de Toofer Spurlock, foi questionado por Jarett Wieselman, do New York Post, sobre a sua reacção para com esta trama em "Lee Marvin vs Derek Jeter", ao que respondeu: "Eles avisaram-me sobre isso — foi realmente divertido pois acção afirmativa é algo que tem vindo a se espalhar por a [parte] corporativa de companhias. Não me assustou tanto." Em uma entrevista para a revista The New Yorker em 2018, Fey confirmou que embora tenha admirado o talento de Glover desde o início, a iniciativa de diversidade da NBC "fez ele de graça," visto que o seu salário não saia directamente do orçamento de 30 Rock. Glover, um afro-americano, também havia questionado a Fey se havia apenas sido contratado devido à sua etnicidade. No tempo em que fora contratado, Glover tinha 23 anos de idade e era apenas um conselheiro residencial a viver nos dormitórios da Universidade de Nova Iorque. Em 2009, abandonou 30 Rock para estrelar em Community, vindo mais tarde a iniciar uma carreira musical aclamada pela crítica e a sua própria série de televisão no canal de televisão FX intitulada Atlanta (2016).

## Enredo
Liz (interpretada por Fey) vai ao escritório de Jack (Baldwin) para dar-lhe o presente de aniversário: um cartão no qual gravou uma mensagem de áudio. Jack agradece, porém, questiona a sua indumentária, com ela respondendo que a tal se deve ao facto de frequentar eventos com actividades para solteiros no YMCA próximo ao seu apartamento. Neste momento, Nancy Donovan (Moore), namorada de Jack enquanto frequentava o ensino secundário, entra de rompante a desejar feliz aniversário e revela ter finalmente se divorciado. Jack, então, leva ela a passear pelos bastidores do TGS e decidem marcar um encontro para almoçarem juntos. Liz, ao ouvir isto, reprimende Jack por tentar namorar tanto Avery, apresentadora do programa de televisão Hot Box da CNBC, quanto Nancy ao mesmo tempo. De noite, ele vai a um evento com Avery, no qual evita tirar fotos no tapete vermelho com ela de modo a não ser publicado em periódicos. Em uma outra noite, Jack vai ter com Avery no seu quarto de hotel, onde ela assiste a uma maratona de filmes estrelados por Lee Marvin, porém, acaba saindo para ir ter com Avery após receber um convite via chamada telefónica para um evento no apartamento de Derek Jeter. Após uma conversa com Liz no seu escritório, Jack fica dividido entre elas e não sabe a quem escolher, decidindo continuar a namorar ambas.
"Teste, teste, teste. Este é um teste para o cartão de Jack. 'Wonder Woman!!!' Hugh! Desculpa, como é que se ré-grava algo nestas coisas? Não importa! Definitivamente irei descobrir de qualquer jeito."
— A mensagem gravada por Liz Lemon (Tina Fey) no cartão de aniversário que ofereceu a Jack Donaghy (Alec Baldwin).
Jenna (Krakowski) pergunta a Liz sobre a partida do jogo do mata nas actividades para solteiros, acabando por repreendê-la pela sua atitude para com um senhor que parecia estar a tentar paquerá-la. Então, Jenna decide acompanhá-la como o seu braço direito, como também intenciona fazer uma pesquisa para um papel no filme National Lampoon's Van Wilder's Wingman, Incorporated. Enquanto no YMCA, Jenna faz avanços em Jerem (Hely), que a ignora continuamente. Jack sugere a Nancy uma tarde com Liz nas actividades para solteiros. Nancy aconselha-a Liz a não se concentrar no lado negativo mas sim no que realmente deseja em um homem, depois de Liz ter uma conversa sem sucessos com um pretendente. Esta aceita o conselho e declara a um homem (Ariel Shafir) a quem tinha batido na cara em um jogo anterior os aspectos que deseja encontrar em um homem, porém, o homem não fala bem inglês e, já desapontada, ela bate-lhe com uma bola.
"Não, está tudo bem! Eu não te quero magoar. Mas irei te dizer o que realmente quero. Eu quero alguém que será monógamo e bom para a sua mãe. E eu quero alguém que goste de musicais e que simplesmente cale a sua boa enquanto eu assisto Lost. E eu quero alguém que ache que estar interessado em carros seja enfadonho e ache que clubes de strip sejam nojentos. Eu quero alguém que irá realmente esvaziar a máquina de lavar louça ao invés de tirar garfos à medida em que os necessita como eu faço. Eu quero alguém com mãos e pés limpos e antebraços cheios como um príncipe da Disney. E eu quero que goste de mim genuinamente, mesmo quando eu estiver velha. E é isso que eu quero."
— A declaração de Liz (Fey) para o seu pretendente (Ariel Shafir) em uma partida do mata.
Finalmente, Toofer Spurlock (Powell) entra no camarim de Tracy Jordan (Tracy Morgan) a revelar que um homem no metro chamou-o de "biggledy boo", uma palavra usada no século XVIII para descrever um Moor de pele escura, segundo Tracy. Em uma conversa sobre racismo com o astro, Grizz Griswold (Grizz Chapman) e Dot Com Slattery (Kevin Brown), Toofer descobre que há uma possibilidade de ter sido contratado como argumentista da NBC apenas como efeito de uma iniciativa de acção afirmativa, algo confirmado após fazer perguntas a Liz acerca das circunstâncias da sua contratação. Então, Toofer se despede pois acredita que deve ser contratado com base no seu potencial, deixando Pete (Adsit) desesperado e irritado pela quantidade de papelada que terá de tratar. Contrariamente à opinião do resto da equipa do TGS, Liz, a argumentista-chefe e criadora do TGS, todavia, apoia a decisão de Toofer pois ela sempre teve que batalhar por tudo que conseguiu. Porém, enquanto procurava pelos registos dentais e dados pessoais de Toofer no mezanino da cave do prédio GE, Pete acabou por ver também o processo de Liz, descobrindo, entre outros factos, que ela foi também apenas contratada por causa da acção afirmativa. Ao saber disto, Toofer decide retornar, mas exige que ninguém o chame mais de "Toofer", então os seus colegas decidem inventar alcunhas ainda mais ofensivas, levando-lhe a desistir e continuar com a alcunha.